# Laurita Fernández
Laura Inés Fernández (Buenos Aires, 18 de diciembre de 1990) es una bailarina, coreógrafa, presentadora, modelo y actriz argentina. 
Es principalmente conocida por sus participaciones en Showmatch: Bailando por un sueño (eltrece), por conducir el programa juvenil Combate (elnueve), y por ser la conductora junto a Ángel de Brito, Cantando por un sueño 2020 (eltrece).

## Biografía
Nació y creció en el barrio porteño de Mataderos, junto a sus padres, Carlos Fernández e Inés Stork Banquer, y su hermana menor, Gabriela. Tras la separación de sus padres, se fue a vivir con su madre al barrio de Liniers.

### Carrera como actriz
En 2010 tuvo una participación en el baile de apertura de la película Igualita a mí donde besa al personaje de Adrián Suar de adolescente. 
En 2012 fue seleccionada para la serie juvenil Violetta, pero poco después fue desvinculada. Más tarde reveló que la despidieron por haber trabajado en Showmatch.
Debutó en teatro en el verano del 2015, en la obra Casa fantasma junto a Pedro Alfonso, Emilio Disi, Luciana Salazar, Freddy Villarreal, Benjamín Amadeo, Lizy Tagliani y Lourdes Sánchez. También protagonizó la obra infantil Zooilogico. en 2016.
En el verano de 2016 trabajó en la obra Enredados junto a Florencia de la V, Osvaldo Laport, Iliana Calabró, Federico Bal, Sebastián Almada, Bárbara Vélez y Ailen Bechara. También protagonizó la obra infantil Tierra de Oz.
Obtuvo un papel secundario en la tira diaria Quiero vivir a tu lado, donde su personaje interfiere con Darío Barassi y Jimena Barón.
En 2018 se convirtió en el reemplazo de Griselda Siciliani en la obra teatral Sugar, junto a Nicolás Cabré y Federico D'Elía, y firmó contrato para la temporada teatral, junto a este y Victorio D'Alessandro. 
En 2018 fue ganadora como revelación femenina, del premio ACE, el más importante del teatro en Argentina, por su protagónico en Sugar.
En 2019-2020 protagoniza en teatro Departamento de soltero, junto a Nicolás Cabré, Martin Seefeld y gran elenco. Papel que le dio su segunda nominación al premio ACE como mejor actriz de comedia.
En 2024 protagoniza la comedia musical Legalmente Rubia en el teatro Liceo inspirada en la película y libro. 

### Carrera
En 2010 debutó en la pista del Bailando por un sueño en un rol de bailarina, acompañando a Matías Alé.
Desde 2011 hasta 2012 fue la bailarina de Federico Baldino, participante de Soñando por bailar 2, que quería participar en Bailando por un sueño. Lograron llegar a la semifinales pero Magdalena Bravi los eliminó.
Después participó en el Bailando 2012 despeñando el rol de bailarina del mediático exparticipante de Gran Hermano, Cristian U., con quien obtuvo el 11.º puesto, luego de cinco meses  de competencia.
En 2014 nuevamente participó en el Bailando, esta vez como bailarina del reconocido director Aníbal Pachano, con quien obtuvo el noveno puesto tras siete meses de competencia. A su vez, fue convocada para ser la coreógrafa de los equipos verde y rojo en el nuevo programa juvenil, Combate.
En 2015 participó en el Bailando 10 años, donde su compañero fue el actor Federico Bal. Después de siete meses de competencia logran coronarse campeones; a su vez comenzó a ganar mayor popularidad. En Combate asumió un nuevo rol como capitana del equipo verde junto al cantante el Polaco, y posteriormente junto al atleta Federico Molinari.
Abandonó la obra Enredados para sumarse a la conducción de Combate evolución, junto a Thiago Batistuta y El Pollo Álvarez. Participa, esta vez como figura, en el Bailando 2016 donde su compañero fue nuevamente Federico Bal y, tras siete meses de programa, fueron eliminados en semifinales por el Polaco y Barby Silenzi. También protagonizó la obra infantil Tierra de Oz.
En 2017 se sumó como panelista temporal, al programa Los ángeles de la mañana. Participó en el Bailando de ese año, donde su compañero fue nuevamente Federico Bal y, tras siete meses de programa fueron subcampeones, perdiendo ante la actriz Flor Vigna.
Además debutó en la radio con programa propio ¡Dale que vale! en la frecuencia Vale 97.5.
Asumió un importante rol y se convirtió en jurado del Bailando 2018 junto al periodiista Ángel de Brito, la actriz Florencia Peña y el también periodista Marcelo Polino. 
En 2019 participó en la serie Inconvivencia, encarnando a una psicoanalista. Ése mismo año pudo viajar a México para participar como jueza invitada de Pequeños gigantes, un reality de talentos de la cadena Las Estrellas. 
Además en verano condujo un programa radial en CNN Radio Argentina. Más tarde estreno su propio programa web, Jagalau, a través de su Instagram.
En julio de 2020 asumió el rol de conductora del Cantando por un sueño, junto a Ángel de Brito, en su mayor proyecto en la conducción hasta entonces, emitido por eltrece.
El 25 de enero de 2021, asumió temporalmente la conducción de Los ángeles de la mañana, reemplazando a Ángel de Brito, que se encontraba aislado tras un contacto con una persona con covid-19.

## Filmografía

### Como actriz
| Año  | Título          | Rol                  | Notas            |
| ---- | --------------- | -------------------- | ---------------- |
| 2010 | Igualita a mí   | Laura Inés Fernández | Cameo            |
| 2022 | Granizo         | Mery Oliva           | Elenco principal |
| 2023 | Papá al rescate | Marina               | Elenco principal |

| Año  | Título                 | Rol                      | Notas                             |
| ---- | ---------------------- | ------------------------ | --------------------------------- |
| 2012 | Violetta               | Milagros                 | Cameo (temporada 1)               |
| 2017 | Quiero vivir a tu lado | Fernanda "La Ferchu"     | Papel recurrente                  |
| 2018 | Mirtha, 50 años        | Mirtha Legrand (en 1989) | Sketch para La noche de Mirtha    |
| 2019 | Inconvivencia          | Carolina Venzo           | Protagonista                      |
| 2020 | Los internacionales    | Valeria                  | Participación especial            |
| 2021 | El día del debut       | Recepcionista            | Sketch para Showmatch La Academia |
| 2022 | Los protectores        | Paula Podestá            | Reparto principal (temporada 1)   |

### Como ella misma
| Año           | Título                            | Rol                                           | Notas                                       |
| ------------- | --------------------------------- | --------------------------------------------- | ------------------------------------------- |
| 2010          | Showmatch: Bailando 2010          | Bailarina de Matías Alé                       | 21.º eliminados                             |
| 2011–2012     | Soñando por bailar 2              | Bailarina de Federico Baldino                 | Semifinalistas                              |
| 2012          | Showmatch: Bailando 2012          | Bailarina de Cristian Urrizaga                | 16.º eliminados                             |
| 2014          | Showmatch: Bailando 2014          | Bailarina de Aníbal Pachano                   | 19.º eliminados                             |
| 2014–2018     | Combate                           | Coreógrafa Capitana Equipo Verde Presentadora | Temporada 1–2 Temporada 4–5 Temporada 7 –13 |
| 2015–2017     | Showmatch: Bailando               | Bailarina de Federico Bal                     | Ganadores (Temporada 10)                    |
| 2015–2017     | Showmatch: Bailando               | Bailarina de Federico Bal                     | Seminalistas (Temporada 11)                 |
| 2015–2017     | Showmatch: Bailando               | Bailarina de Federico Bal                     | Subcampeones (Temporada 12)                 |
| 2017          | Los ángeles de la mañana          | Panelista                                     |                                             |
| 2018          | Showmatch: Bailando 2018          | Jurado                                        |                                             |
| 2019          | Pequeños gigantes Mexico          | Jueza                                         | Invitada especial                           |
| 2019          | Susana Giménez: Pequeños gigantes | Jurado                                        | Invitada especial                           |
| 2019          | Cortá por Lozano                  | Presentadora de reemplazo                     |                                             |
| 2020–2021     | Cantando 2020                     | Presentadora                                  | Temporada 5                                 |
| 2021          | El club de las divorciadas        | Presentadora                                  |                                             |
| 2021          | Nosotros a la mañana              | Presentadora de reemplazo                     |                                             |
| 2021          | Los ángeles de la mañana          | Presentadora de reemplazo                     |                                             |
| 2022–2023     | Bienvenidos a bordo               | Presentadora                                  |                                             |
| 2023          | ¿Quién es la máscara?             | Koala espejado                                | 6.ª desenmascarada (temporada 2)            |
| 2023–presente | Bienvenidos a ganar               | Presentadora                                  |                                             |

#### Eventos, galas y otros
- Vernucci Moda 2017  – Presentadora
- Premios Hugo al Teatro Musical 2019  – Presentadora
- Un sol para los chicos (2021–2023) - Presentadora
- Produ Awards 2021 - Coconducción
- La previa Tini Tour 2022  – Presentadora

## Teatro
| Año       | Título                  | Rol               | Notas            |
| --------- | ----------------------- | ----------------- | ---------------- |
| 2012–2013 | Nada es imposible       | Eli               | Elenco principal |
| 2014–2015 | Casa fantasma           | Abril             | Elenco principal |
| 2015      | Zooilógico              | Srta. Laurita     | Protagonista     |
| 2015–2016 | Enredados               | Brenda / Delfina  | Elenco principal |
| 2016      | Tierra de Oz            | Emma              | Protagonista     |
| 2018–2019 | Sugar                   | Sugar Kane        | Protagonista     |
| 2019–2020 | Departamento de soltero | Srta. Betty López | Protagonista     |
| 2022      | El método Grönholm      | Aspirante         | Protagonista     |
| 2023      | Matilda: El Musical     | Maestra Miel      | Protagonista     |
| 2024      | Legalmente rubia        | Elle Woods        | Protagonista     |

## Radio
| Año       | Título                  | Rol          | Estación   |
| --------- | ----------------------- | ------------ | ---------- |
| 2017–2018 | ¡Dale que vale!         | Presentadora | Vale 97.5  |
| 2020      | CNN Verano, Playa, Show | Presentadora | CNN Radio  |
| 2022      | DECIMETRO               | Presentadora | Metro 95.1 |

## Premios y nominaciones
| Premio                           | Año                           | Categoría                                       | Trabajo                                | Resultado | Ref. |
| -------------------------------- | ----------------------------- | ----------------------------------------------- | -------------------------------------- | --------- | ---- |
| Premios VOS                      | 2015                          | Chica del Verano                                | Casa Fantasma                          | Nominada  |      |
| Premios Los Más Clickeados       | 2015                          | Famosos con Más Índice de audiencia en Internet | —                                      | Ganadora  |      |
| Premios Los Más Clickeados       | 2016                          | Famosos con Más Índice de audiencia en Internet | —                                      | Ganadora  |      |
| Premios Los Más Clickeados       | 2017                          | Famosos con Más Índice de audiencia en Internet | —                                      | Ganadora  |      |
| Premios Los Más Clickeados       | 2018                          | Famosos con Más Índice de audiencia en Internet | —                                      | Ganadora  |      |
| Premios Los Más Clickeados       | 2018                          | Más Clickeado de oro                            | —                                      | Ganadora  |      |
| Premios Los Más Clickeados       | 2019                          | Famosos con Más Índice de audiencia en Internet | —                                      | Ganadora  |      |
| Premios Los Más Clickeados       | 2020                          | Famosos con Más Índice de audiencia en Internet | —                                      | Ganadora  |      |
| Premios Los Más Clickeados       | 2021                          | Famosos con Más Índice de audiencia en Internet | —                                      | Ganadora  |      |
| Premios Los Más Clickeados       | 2022                          | Famosos con Más Índice de audiencia en Internet | —                                      | Ganadora  |      |
| Premios Carlos                   | 2016                          | Mejor Actriz de Reparto                         | Enredados                              | Nominada  |      |
| Premios Martín Fierro del Teatro | 2024                          | Mejor Actriz Protagónica Comercial, 2023/2024   | Matilda: El Musical / Legalmente rubia | Nominada  |      |
| Premios Martín Fierro Digital    | 2017                          | Tuitero más influyente                          | Nominada                               |           |      |
| Fans Awards                      | 2018                          | La Diosa                                        | Nominada                               |           |      |
| Premios Notirey                  | 2018                          | Conducción femenina                             | Combate                                | Nominada  |      |
| Premios Notirey                  | 2018                          | Actriz Protagonista en Musical                  | Sugar                                  | Ganadora  |      |
| Premios ACE 2018                 | Revelación femenina           | Ganadora                                        | Sugar                                  |           |      |
| Premios Estrella de Mar 2019     | Revelación Femenina           | Nominada                                        | Sugar                                  |           |      |
| Premios ACE 2019                 | Actriz protagónica de comedia | Departamento de soltero                         | Nominada                               |           |      |